# Conexión (álbum de Ana Torroja)
Conexión es el segundo álbum en vivo de la cantante y compositora española Ana Torroja. Fue publicado en mayo de 2015 a través de la compañía discográfica OCESA Seitrack y distribuido por Sony Music México. El productor fue Áureo Baqueiro. El material fue grabado en los Estudios Churubusco de la Ciudad de México ante una selecta audiencia de más de 900 invitados.
Es el primer material publicado por la cantante con el sello discográfico OCESA Seitrack, tras su separación de la multinacional Sony Music Spain en el 2012. Musicalmente, el álbum mezcla el pop y techno con elementos de música acústica y electrónica. Con esta producción la también vocalista del mítico grupo Mecano versiona algunas canciones de la extinta agrupación de los compositores y miembros de la misma Nacho Cano y José María Cano así como tres temas de su carrera en solitario y 4 nuevos temas inéditos. También realizó seis colaboraciones, con Sasha, Benny & Erik, Paty Cantú, Miguel Bosé,  Leonel García, Carla Morrison y Ximena Sariñana. Para promocionar el disco, Ana Torroja realizó presentaciones en diferentes medios de comunicación de México a partir del 24 de marzo promocionando su primer sencillo titulado Disculpa, así como en España.

## Antecedentes
En 2010, Ana Torroja publicó con Sony Music Spain su quinto álbum de estudio bajo el título de Sonrisa y con tan sólo 50 000 mil copias distribuidas, se convierte en el disco menos vendido de su carrera. Según la intérprete fueron muchos factores que determinaron este declive comercial, entre ellos por los problemas legales y de salud que presentó por su accidente además de que se iniciaban los juicios en su contra por evasión fiscal. Otro de los factores que mencionó fue que la compañía discográfica no promocionó el álbum como «debía de ser». Como consecuencia de esto, Ana Torroja emprende una gira íntima titulada Gira Soy donde por pausas muy largas se presentaba en España, México y después de 10 años de no presentarse en países lationoamericanos llegó a Perú, Costa Rica, Colombia y Chile, lo que finalmente cerró su contrato con Sony Music Spain tras meses de negociaciones entre sus abogados y la discográfica. De hecho, esto resultó notable, puesto que periódicos de su país natal, como El País, comentaron que la cantante estaba cerca de un semiretiro de la música. 
Durante ese lapso en que la intérprete era una artista sin ninguna afiliación con una compañía discográfica, se había desarrollado únicamente en prolongar su Gira Soy por países de América del Sur, y en la conducción de un programa de TV titulado El Número 1, en España, asimismo, se había hecho el rumor del regreso de Mecano a los escenario pero fue un intento fallido ya que las reuniones para el posible regreso quedaron descartadas por cuestiones de agendas de los integrantes entre el año 2012 y 2013. Finalmente, en octubre de 2013 surge nuevamente un nuevo aire para Ana Torroja en donde en conferencia de prensa con medios mexicanos en la última presentación de su Gira Soy en Ensenada, Baja Califormina se le preguntó acerca de la grabación de un formato en vivo concepto Primera Fila, a la cual ella contestó que estaría encantada de hacer un disco de este tipo pero que estaban en conversaciones para realizar un proyecto de esta magnitud. A finales de octubre de 2014, se dio a conocer que Ana Torroja grabaría un álbum en formato "en directo" con la colaboración de OCESA Seitrack y RLM.

## Desarrollo
Tras firmar un contrato con la multinacional OCESA Seitrack inmediatamente su management RLM anunciaba a través de las redes sociales la noticia de que la cantante iniciaría las grabaciones de su álbum en vivo el 3 de diciembre de 2014 en la ciudad de México. La intérprete por su parte, informó en diferentes ocasiones a través de su cuenta en Twitter que había estado preparando un sin fin de sorpresas para la noche en las que iba mostrando imágenes para su preparación en este material. 
Cabe mencionar que Ana Torroja comentó que para este proyecto los de OCESA, les habían invitado a hacer un proyecto de este tipo, por lo que las puertas de que se hiciera en México estaban abiertas para producir un material de esta naturaleza. En torno a la producción de Áureo Baqueiro, Ana Torroja destacó la cualidad que tiene el productor para "mimetizarse" con el artista y "hace de cada disco un mundo", además del hecho de que los temas de Mecano jamás se habían cantado a dúo ni con Miguel Bosé durante la gira "Girados".
Hay que señalar que Áureo Baqueiro estuvo con Ana Torroja en el proceso de selección de temas y de artistas para interpretarlos. Así como también en la composición de temas, como «Introducción a un destino» y «Disculpa» en co-autoría con Paty Cantú, dos temas más de Paty Cantú y Ángela Dávalos («Infiel y «Quiero llorar») y una de Ha*Ash con Pablo Preciado («A tus pies»). Sobre los temas inéditos, señaló Ana Torroja que éstos "abren otra nueva etapa". Mientras que la fotografía del disco estuvo a cargo de Bernardo Doral, con quien Ana Torroja ha trabajado durante muchos años, y todo el arte se realizó en México.
Para las colaboraciones de este material (Carla Morrison, Ximena Sariñana, Leonel García, Paty Cantú, Alex Syntek, Miguel Bosé, Sasha, Benny y Erik y Carlos Rivera) la idea fundamental fue mostrar diversas generaciones; en el caso de Paty, Ximena y Carla, Ana Torroja ha sido un referente para ellas. Algunos temas los pensó Ana Torroja para algunos artistas invitados y otro los sugirió Áureo Baqueiro, productor del disco y quien ha trabajado con muchos de ellos.

## Grabación
La grabación de este DVD en vivo se realizó en el Foro 7 de los Estudios Churubusco de la Ciudad de México, el 3 de diciembre de 2014 con Ana Torroja acompañada de cinco músicos, con más de 800 asistentes, a la que también asistieron celebridades y algunos medios de comunicación. 56 canales de audio, más de 200 personas de crew, 8 cámaras Sony F5 y F55 y 8 cámaras Sony Action Cam. Los productores del nuevo DVD en vivo de Ana Torroja son Áureo Baqueiro (audio), Plataforma (video) y Gustavo Borner.
A este respecto, la cantante señaló «estoy muy emocionada porque este sueño que se está cumpliendo ahora se está haciendo en México; un país que es como mi casa. Pase lo que pase siempre han estado aquí y siguen siendo fieles; eso es muy grande, de verdad estoy muy agradecida, los amo», expresó tras iniciar la grabación de Conexión. Se tardó alrededor de dos horas en grabar el material. Durante la presentación, a las 21:00 horas, la cantante Ana Torroja salió al escenario presumiendo de piernas y brazos bien tonificados, gracias al vestido corto que utilizó. 
Para este proyecto, la cantautora decidió comenzar con los temas que la hicieron famosa a lado del grupo Mecano como: «La Fuerza del Destino» y «Hoy no me Puedo Levantar»; siguió con «A Contratiempo», una de las canciones más emblemáticas de su carrera como solista. Después vendría «Disculpa», uno de los cuatro nuevos temas que se incluyeron en esta grabación.
«Esta aventura está llena de sueños, les he llamado a la puerta a algunos amigos y aceptaron estar en este escenario conmigo para mí es un honor», dijo la Ana Torroja después de interpretar «50 Palabras, 60 Palabras o 100» junto a los ex-Timbiriche's Sasha, Benny y Erik, quienes al despedirse elogiaron la carrera de la española. Tras interpretar «A tus Pies» y «Maquillaje», Ana Torroja cantó «Mujer Contra Mujer» con la mexicana Paty Cantú, haciendo de este momento, el más sensual de la noche. «Paty es una de las joyas que ustedes tienen», expuso antes de cantar «Infiel» y «Me cuesta Tanto Olvidarte», esta última en compañía de Leonel García. Minutos después, subió al escenario Miguel Bosé para cantar «El 7 de septiembre», interpretación que finalizó con un beso. De ahí le siguieron «Duele el Amor» en compañía de Aleks Syntek, «Un Año Más» con Carla Morrison y Ximena Sariñana y cerró este concierto con «Corazones» y «Barco a Venus».

## Concepto
«Conexión» es un concepto de presentaciones en directo de la compañía discográfica OCESA Seitrack. Ana Torroja decidió llamar «Conexión» al material por ser una forma de conectarse íntimamente con su público ella lo dice así en una entrevistas para la revista Estilo DF «Conexión es el broche de oro para cerrar una etapa y abrir un nuevo camino de mi vida desde México hacia España y otros países», al igual con sus colaboradores. El concepto es parecido al Unplugged de la cadena MTV Networks, Zona Preferente de Warner Music Group y Primera Fila de Sony Music Latin; con «recitales íntimos» lanzados en múltiples formatos como DVD o CD y con artistas en su puesta en escena interpretando en versiones acústicas popurrís o temas inéditos. El equipo de producción del artista asume el costo y el público accede gratis al show». Tanto OCESA Seitrack, Warner como Sony aseguran que «las grabaciones en directo no son una manera de contrarrestar la crisis de la industria sino un escaparate para ofrecer nuevos proyectos y alternativas para los Artistas».

## Lista de canciones
| N.º   | Título                                                     | Escritor(es)                                 | Duración |  |
| 1.    | «Introducción a un destino/La fuerza del destino»          | Áureo Baqueiro / Nacho Cano                  | 5:57     |  |
| 2.    | «Hoy no me puedo levantar»                                 | Nacho Cano                                   | 3:26     |  |
| 3.    | «A contratiempo»                                           | Ana Torroja / B. Hayes / N. Yustas           | 4:07     |  |
| 4.    | «Disculpa (Inédito)»                                       | Áureo Baqueiro / Paty Cantú                  | 3:58     |  |
| 5.    | «50 palabras, 60 palabras ó 100» (con Sasha, Benny & Erik) | Nacho Cano                                   | 3:57     |  |
| 6.    | «A tus pies (Inédito)»                                     | Ashley Grace / Hanna Nicole / Pablo Preciado | 3:15     |  |
| 7.    | «Maquillaje»                                               | Nacho Cano                                   | 2:55     |  |
| 8.    | «Mujer contra mujer» (con Paty Cantú)                      | José María Cano                              | 4:46     |  |
| 9.    | «Infiel (Inédito)»                                         | Ángela Dávalos / Áureo Baqueiro / Paty Cantú | 4:10     |  |
| 10.   | «Me cuesta tanto olvidarte» (con Leonel García)            | José María Cano                              | 3:40     |  |
| 11.   | «El 7 de septiembre» (con Miguel Bosé)                     | Nacho Cano                                   | 3:59     |  |
| 12.   | «Quiero llorar (Inédito)»                                  | Ángela Dávalos / Paty Cantú                  | 3:45     |  |
| 13.   | «Duele el amor» (con Aleks Syntek)                         | Aleks Syntek                                 | 4:28     |  |
| 14.   | «Un año más» (con Carla Morrison y Ximena Sariñana)        | Nacho Cano                                   | 4:47     |  |
| 15.   | «Corazones»                                                | Ana Torroja / Miguel Bosé                    | 4:01     |  |
| 16.   | «Barco a Venus»                                            | Nacho Cano                                   | 4:05     |  |
| 62:56 |                                                            |                                              |          |  |

| Conexión (Edición especial) Disco 2 |                                          |                                     |          |  |
| N.º                                 | Título                                   | Escritor(es)                        | Duración |  |
| 1.                                  | «Sonrisa»                                | Airam Etxániz                       | 4:25     |  |
| 2.                                  | «Los amantes»                            | Nacho Cano                          | 2:59     |  |
| 3.                                  | «Cruz de navajas»                        | José María Cano                     | 4:57     |  |
| 4.                                  | «Ya no te quiero»                        | Nacho Béjar                         | 3:56     |  |
| 5.                                  | «Aire»                                   | José María Cano                     | 5:37     |  |
| 6.                                  | «No me canso»                            | Carlos Chaouen                      | 4:48     |  |
| 7.                                  | «Como sueñan las sirenas»                | A. Torroja / N. Yustas / L. Cabañas | 4:09     |  |
| 8.                                  | «El 7 de septiembre» (con Carlos Rivera) | Nacho Cano                          | 5:12     |  |
| 9.                                  | «Ay que pesado»                          | Nacho Cano                          | 3:41     |  |
| 10.                                 | «Hijo de la Luna»                        | José María Cano                     | 5:17     |  |
| 00:00                               |                                          |                                     |          |  |

## Certificaciones
| País   | Organismo certificador | Certificación | Ventas certificadas | Ref   |
| ------ | ---------------------- | ------------- | ------------------- | ----- |
| México | AMPROFON               | Platino       | 60 000              | [ 1 ] |

## Posiciones
| País   | Posición |
| ------ | -------- |
| México | 1        |
| España | 4        |